# 閑山島海戦
閑山島海戦（かんざんとうかいせん）は、文禄の役における海戦の一つ。
1592年（文禄元年）7月7日に閑山島と巨済島の間の海峡で脇坂安治率いる水軍を、李舜臣率いる朝鮮水軍が誘引迎撃戦術により撃破した海戦。

## 海戦の背景
1592年（文禄元年）4月の釜山上陸以来、見るべき抵抗の無かった朝鮮南岸に対し、侵攻作戦こそ無いものの策源地の釜山を中心に番外の所隊が支配領域拡大のために展開をしていた。5月に入ると、これらの部隊の海上移動にあたっていた海運部隊が李舜臣を中心とする朝鮮水軍の襲撃を受けた。

### 玉浦・泗川湾・唐浦の戦い
5月7日頃、李舜臣は91隻を率いて加徳島の玉浦に停泊する日本の輸送船団を攻撃し、26隻を撃破した(宣祖修正實録)。
同月29日、李舜臣は泗川湾で日本輸送船団を攻撃し、大船12隻を焼き払った。この時舜臣も銃弾を左肩に受け負傷した。6月2日朝、李舜臣は唐浦に停泊中の来島通之・亀井茲矩率いる20余隻の船団を攻撃した。
これに対処するために豊臣秀吉は6月23日付けの書状で陸戦や後方輸送に従事していた脇坂安治（動員定数1500人）、九鬼嘉隆（動員定数1500人）、加藤嘉明（動員定数750人）の三大名を招集し、朝鮮水軍を討つように命じた。

## 閑山島海戦の経過
6月14日に三大名は釜山浦に集結したが、脇坂安治は抜け駆けをして7月7日に巨済島へ単独出撃をした。
一方、二度の出撃で戦果を上げた朝鮮水軍の全羅左水使・李舜臣（24隻）は7月6日に日本水軍の動きを察知すると出撃し、慶尚右水使・元均（7隻）と全羅右水使・李億祺（25隻）の水軍と合流した。
7月8日、日本艦隊を発見した李舜臣は出撃を主張する元均を抑え、囮と潮流を使った迎撃作戦を展開した。また、この艦隊には亀船三隻が参加していたという。囮と海流に乗って出撃した脇坂艦隊は朝鮮水軍の迎撃を受け被害を出し、脇坂安治も窮地に陥るが、座乗船の大きさと櫂の数による機動性を生かして撤退に成功した。
李舜臣は自身の記録である「見乃梁破倭状」で日本艦隊の発見数を大船36隻・中船24隻・小船13隻、撃破数を63隻と記録している。しかし、脇坂安治への動員定数が1,500人であることを考えると、発見数と前科は過多申告という主張もある。(翌年5月の晋州城攻撃時の脇坂軍の点呼員数は900人)。
韓国では、脇坂安治の軍の兵力を5000～12000人、戦死者数を5000～9000人などとする、史実・資料を検証しないまま、つまり全く学術的な方面を無視して、兵力・死傷者を10倍に誇張した創作的な主張が行われているが、日本と韓国の史料にそのような記述は存在しない。日本側の史料である『「天正記」第七巻所収「ちやうせん国御進発の人数つもり」』や「高麗国動御人数帳（島津家文書957号）」に記載されている脇坂安治の兵数は1,500人である。また、脇坂隊には陸上戦力も含まれており、全員が水上兵力ではなかったと考えられる。また、石高が3万石程度の大名である脇坂安治が、5000人以上の兵力を動員することは不可能であり非現実的である。3万の石高から推定すれば1500人の動員数は妥当である。慶長の役においても、脇坂安治の動員数は1200人である。1600年の関ヶ原の合戦での脇坂安治の動員数は900人であった。
文禄の役での動員数の例
- 毛利輝元、112万石、動員30,000人
- 宇喜多秀家、57万4千石、動員10,000人
- 小早川隆景、37万石、動員10,000人
- 加藤清正、20万石、動員10,000人
- 小西行長、20万石、動員7,000人
- 大友義統、37万石、動員6,000人
- 黒田長政、12万5千石、動員5,000人
- 立花宗茂、13万2千石、動員2,500人
- 小早川秀包、7万5千石、動員1,500人
- 大谷吉継、5万石、動員1,200人
- 九鬼嘉隆、3万5千石、動員1,500人
- 脇坂安治、3万石、動員1,500人

この海戦で脇坂安治は部将の脇坂左兵衛と渡辺七衛門を失い、海賊出身の真鍋左馬允は船を失った。また、脇坂艦隊の内、海戦中に船を放棄して閑山島に上陸した者が200人生還している。脇坂はその後の陸上戦である第二次晋州城攻防戦に900人を動員しており、元の動員人数1,500人と、船の維持部隊を残す必要から考えると、死者は最大300人程度であったと推定できる。

## 安骨浦海戦の経過
脇坂の抜け駆けを知った九鬼と加藤の水軍は7月6日に釜山出帆、7日に加徳島、8日に安骨浦に停泊して後を追った。安骨浦に日本艦隊が停泊しているとの報告を受けた李舜臣は悪天候で足止めされた後、10日に停泊中の日本艦隊を襲撃した。
安骨浦は浅瀬で大型船の運用に危険が伴うため、李舜臣は日本艦隊を誘引する作戦を取ったが日本艦隊は誘いに乗らなかった。やむなく順次突入させて大砲を放つ作戦へ変更して朝から晩まで攻撃を繰り返した。攻撃を受けた日本艦隊は夜の内に安骨浦を発って帰投し、朝鮮水軍も翌日から根拠地へ帰投した。
李舜臣は自身の記録である「見乃梁破倭状」で日本艦隊の発見数を大船21隻・中船15隻・小船6と記録している。

## 海戦後の動向
7月14日に閑山島海戦での脇坂軍の敗北を知った秀吉は、積極的な艦隊出撃による海上決戦を禁止し、水陸共同による沿岸迎撃作戦への転換を指令し、武器弾薬や沿岸防備の増強を行った。この戦術転換は当時の水軍からすれば有効に機能しており、以降の李舜臣による水軍攻撃は成果が上がらなくなり被害が大きくなり出撃も減ることとなる（釜山浦海戦、熊川海戦、第二次唐項浦海戦、場門浦・永登浦海戦）。

## 水陸並進作戦の有無
韓国では、日本軍には水陸並進作戦(日本の陸上軍が首都・漢城へ、さらに逃げる朝鮮国王一行を追って平壌へと進撃するのに合わせて日本水軍は海上を進み朝鮮西海岸を北上して、陸軍への補給をするという作戦)が存在した、とされてきた。日本軍の水陸併進策があったとされる説を最も早く書いたのは当時、朝鮮王朝で左議政（副首相）さらに領議政（首相）を務めた柳成龍の『懲毖録』であろう。小西行長は明国との国境の鴨緑江の岸・義州に逃れた朝鮮国王宣祖を追って平壌に至り、「日本の水師十余万が、また西海から到来する。大王の竜御は，ここからどこへ行かれるというのか」と書簡を送ったという。「思うに賊はもともと水陸の軍勢を合わせて西下しようとしたのである」と、これを以て、柳成龍は日本軍に水陸併進策があったと受け取ったのだと思われる。しかし、この小西の言葉は外交上（戦略上）のブラフ（ハッタリ）であろうと思われる。実際の日本軍の水軍勢は全体でも1万に満たなかった。このあと，明国の遊撃将・沈惟敬は小西に書簡を送って、「まもなく40万の明兵が出動し、日本軍の前後を遮断する。今、二人の王子を還し撤退すれば、明日から和議の使節を派遣するだろう」と伝えたが，実際に明から朝鮮に派遣された軍勢は4万8千であった（李啓煌）。沈惟敬もブラフを使ったのである。こちらの発言は忘れられているのに、なぜ小西の発言のみが独り歩きしたのだろうか。それは懲毖録の影響ではないかと思われる。李舜臣の海戦を日本軍の水陸併進策の打破と解釈したからだと思われる。国王に付き添って義州に滞在中の柳成龍にとっては小西の言葉は現実味を帯びた脅迫と感じたのではないか。自分の推薦で全羅左水使に就任した李舜臣の奮闘によってその恐怖が除去されたので、李舜臣の功績を実際より過度に高く評価したのではないだろうか。もしも水陸併進作戦を進めようとするのならば、船手衆の脇坂・藤堂・九鬼・加藤嘉明らを上陸させて内陸部で働かせたりせず、李舜臣の第１次の慶尚道への出撃をまたず、日本水軍から全羅道の海域への航行をおこなっていたのではないか。慶長2年の第二次侵攻のときも、これら船手衆が漆川海戦で大勝したあと、内陸部の南原城攻略に参戦したりせず、一気に全羅道西岸へと進出するのではないだろうか。韓国、そして日本の歴史家や著述家が柳成龍の叙述に準拠してこの戦役を記述して来たのではないだろうか。西海岸だけではなく、東海岸においても、加藤清正・鍋島直茂は咸鏡道へ侵攻していたが，日本水軍が東海岸を北上して補給を行った事実もないし，計画もなかった。

## 関連作品
- ハンサン -龍の出現-……閑山島海戦を題材とした2022年の韓国映画。